# Fédération de tennis des États-Unis
Pour les articles homonymes, voir USTA.

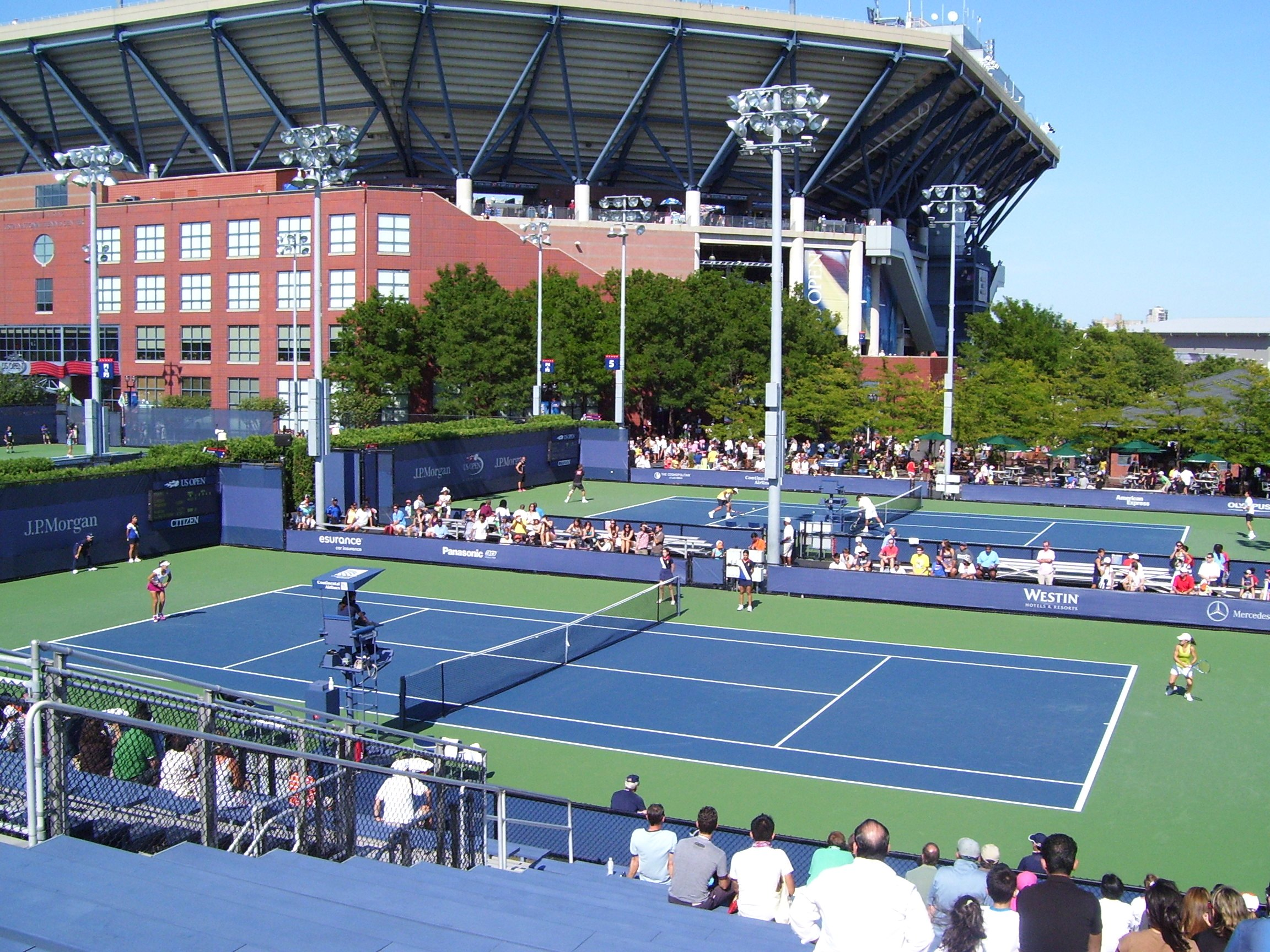
Centre de tennis national américain

La Fédération de tennis des États-Unis (ou USTA pour « United States Tennis Association ») est la fédération nationale américaine de tennis, l’organisme dirigeant la pratique du tennis aux États-Unis, membre de la Fédération internationale de tennis. Elle organise notamment le tournoi de l’US Open.
Fondée en 1881 à New York sous le nom de « United States (National) Lawn Tennis Association » par un petit groupe de joueurs de tennis, l’USTA compte 665 000 licenciés et 17 subdivisions régionales en 2005.

## Mandats des présidents
- 1881-1882 : R. S. Oliver
- 1882-1884 : James Dwight
- 1885-1886 : T. K. Fraser
- 1887-1888 : Richard Sears
- 1889-1891 : Joseph Clark
- 1892-1893 : Henry Slocum
- 1894-1911 : James Dwight
- 1912-1915 : Robert Wrenn
- 1916-1919 : George Adee
- 1920-1922 : Julian Myrick
- 1923 : Dwight Davis
- 1924 : George Wightman
- 1925-1927 : Jones W. Mersereau
- 1928-1929 : Samuel H. Colloml
- 1930 : Louis Dailey
- 1931-1932 : Louis J. Carruthers
- 1933 : Henry S. Know
- 1934-1936 : Walter Merrill Hall
- 1937-1947 : Holcombe Ward
- 1948-1950 : Lawrence Baker
- 1951-1952 : Russell B. Kingman
- 1953-1955 : James H. Bishop
- 1956-1957 : Renville H. McMann
- 1958-1959 : Victor Denny
- 1960-1961 : George Barnes
- 1962-1963 : Edward A. Turville
- 1964 : James B. Dickey
- 1965-1966 : Martin Tressel
- 1967-1968 : Robert Kelleher
- 1969-1970 : Alastair Martin
- 1971-1972 : Robert B. Colwell
- 1973-1974 : Walter E. Elcock
- 1975-1976 : Stan Malless
- 1977-1978 : William E. Hester
- 1979-1980 : Joseph E. Carrico
- 1981-1982 : Marvin P. Richmond
- 1983-1984 : Hunter L. Delatour, Jr.
- 1985-1986 : J. Randolph Gregson
- 1987-1988 : Gordon D. Jorgensen
- 1989-1990 : David R. Markin
- 1991-1992 : Robert A. Cookson
- 1993-1994 : J. Howard Frazer
- 1995-1996 : Lester M. Snyder, Jr.
- 1997-1998 : Harry Marmion
- 1999-2000 : Julia Levering
- 2001-2002 : Mervin Heller, Jr.
- 2003-2004 : Alan Schwartz
- 2005-2006 : Franklin Johnson
- 2007-2008 : Jane Brown Grimes
- 2009-2010 : Lucy Garvin
- 2011-2012 : Jon Vegosen
- 2013-2015 : David Haggerty (en)
- 2015-2018 : Katrina Adams
- 2019-2020 : Patrick Galbraith
- depuis 2021 : Michael J. McNulty III